# Empis paralis
Empis paralis är en tvåvingeart som beskrevs av Collin 1933. Empis paralis ingår i släktet Empis och familjen dansflugor. Inga underarter finns listade i Catalogue of Life.